# 내외로 (경주시)
내외로(Naeoe-ro)은 대한민국의 경상북도 경주시 외동읍에서 시작하여, 광명동을 거쳐 연결하는 도로이다.

## 주요 경유지
경상북도
- 경주시 외동읍 연안리, 냉천리, 제내리 - 내남면 명계리, 노곡리, 이조리, 덕천리, 상신리, 박달리, 비지리 - 건천읍 화천리 / 광명동

## 노선
| 이름        | 접속 노선             | 소재지 | 소재지 | 비고 |
| ----------- | --------------------- | ------ | ------ | ---- |
| 연안사거리  | 국도 제7호선 (산업로) | 경주시 | 외동읍 |      |
| 냉천교      |                       | 경주시 | 외동읍 |      |
| 냉천2교     |                       | 경주시 | 외동읍 |      |
| 냉천 교차로 | 국도 제7호선 (외현로) | 경주시 | 외동읍 |      |
| 성천교      |                       | 경주시 | 내남면 |      |
| 이조네거리  | 포석로                | 경주시 | 내남면 |      |
| 이조교      |                       | 경주시 | 내남면 |      |
| 광석교      |                       | 경주시 | 내남면 |      |
| 박달2교     |                       | 경주시 | 내남면 |      |
| 박달교      |                       | 경주시 | 내남면 |      |
| 큰고개      |                       | 경주시 | 건천읍 |      |
| 제3화천교   |                       | 경주시 | 건천읍 |      |
| 경주역      |                       | 경주시 | 건천읍 |      |
| 제1화천교   |                       | 경주시 |        |      |
| (이름없음)  | 국도 제4호선 (대경로) | 광명동 |        |      |